# 伊利夫
伊利夫（いりふ）は、中国内モンゴル出身の日本のエンジニア、起業家である。モンゴル族。
1976年12月生まれである。
垂直型検索エンジン研究開発ベンチャーITMG株式会社代表取締役CEO